# Lipnica (Rakovec)
Lipnica je naseljeno mjesto u Republici Hrvatskoj u Zagrebačkoj županiji. 

## Zemljopis
Administrativno je u sastavu općine Rakovec. Naselje se proteže na površini od 2,98 km².

## Stanovništvo
Prema popisu stanovništva iz 2001. godine u naselju Lipnica živi 76 stanovnika i to u 29 kućanstava. Gustoća naseljenosti iznosi 25,50 st./km².
| broj stanovnika | 116   | 108   | 117   | 137   | 172   | 204   | 218   | 213   | 190   | 193   | 160   | 143   | 106   | 82    | 76    | 61    | 50    |
|                 | 1857. | 1869. | 1880. | 1890. | 1900. | 1910. | 1921. | 1931. | 1948. | 1953. | 1961. | 1971. | 1981. | 1991. | 2001. | 2011. | 2021. |

## Znamenitosti
- Crkva sv. oca Nikole